# Малком Маклін
Малькольм Перселл Маклін (англ. Malcolm Purcell McLean; 14 листопада 1913 - 25 травня 2001; пізніше відомий як Малком Маклін) американський бізнесмен. Транспортний підприємць, який розробив сучасний інтермодальний транспортний контейнер, який революціонізував транспорт і міжнародну торгівлю в другій половині ХХ століття. Контейнеризація призвела до значного зменшення витрат на вантажні перевезення, усунувши необхідність повторної взаємодії з окремими вантажами, а також підвищення надійності, зниження крадіжок вантажів і скорочення витрат на запаси за рахунок скорочення часу перевезення. 

## Раннє життя
Маклін народився в Макстоні, Північна Кароліна 14 листопада 1913 року.  Його перше ім'я спочатку писалось Малкольм (англ. Malcolm), але пізніше в житті він використовував ім'я Малком (англ. Malcom). 
По закінченню середньої школи Вінстон-Салем, у 1935 році, через недостатність коштів його сім'я не змогла відправити його до коледжу, але їх було достатньо, щоб купити Малькольму уживану вантажівку. 
Того ж року Маклін, його сестра, Клара Маклін і його брат, Джим Маклін, заснували McLean Trucking Co.  На основі з Red Springs, Північна Кароліна, McLean Trucking почав перевезення порожніх тютюнових бочок - з Малькольмом як одним з водіїв.